# Blood+
Blood+, là một anime nhiều tập được sản xuất bởi Production I.G và Aniplex, đạo diễn bởi Fujisaku Junichi. Loạt phim công chiếu tại Nhật Bản tại kênh vệ tinh Sony, Animax, cũng như trên mạng mặt đất như MBS, TBS, và RKB vào ngày 8 tháng 10 năm 2005. Tập phim cuối cùng phát sóng vào ngày 23 tháng 9 năm năm 2006. Blood + được cấp phép để phân phối quốc tế tại một số khu vực thông qua chi nhánh quốc tế Sony Pictures, Sony Pictures Television International (SPTI).
Blood + được lấy cảm hứng từ phim anime 2000 là Blood: The Last Vampire, tuy nhiên, chỉ có một vài yếu tố cơ bản của phim. Fujisaku đã tham gia với cả hai công trình, bao gồm làm đạo diễn cho Blood+ và viết tiểu thuyết của Blood: The Last Vampire.

## Giới thiệu
Câu chuyện kể về Otonashi Saya, một cô gái bị bệnh thiếu máu được Miyagusuku George nhận nuôi như con gái của mình. Cô đang có một cuộc sống bình thường như bao nữ sinh khác nhưng cuộc sống hạnh phúc ấy đã đỗ vỡ khi cô bị Chiropteran tấn công và hiểu rằng chỉ có mình cô có thể đánh bại được những con quái vật hút máu để bảo vệ mọi người. Thế lực mà Saya phải đối đầu chính là những con quỷ hút máu được tạo ra bởi Diva, em gái sinh đôi của cô. 
Trang bị với thanh katana của mình, Saya dấn thân vào một cuộc hành trình nguy hiểm cùng với đồng minh, gia đình của mình và, chevalier của cô là Haji, để giúp thế giới thoát khỏi chiropteran và khám phá lại nhân dạng thực của mình.
Blood+ ban đầu được thiết lập vào hiện tại (tháng 9 năm 2005) tại thành phố Okinawa (Koza), trên đảo Okinawa, gần Căn cứ không quân Kadena của Mĩ. Trong quá trình của câu truyện, Saya đi đến các địa điểm trên toàn thế giới, chiến đấu lại chiropteran của đối phương và tìm kiếm nguồn gốc của mình.

### Mốc thời gian trong Blood+
- 1809: Sự công bố của Philosophie Zoologique.
- 1829: Cái chết của Jean-Baptiste Lamarck.
- 1832: Những Thợ kim hoàn Joel tu sửa "Vườn bách thú" gần Bordeaux, nước Pháp và bắt đầu viết "Sổ tay của Joel".
- 1833: Xác ướp rút ở vườn bách thú có dạng tổ kén. Bao gồm hai cái kén. Khi Joel khám phá điều này thì vô tình bị thương ở ngón tay và sơ ý để máu rơi vào cái tổ kén. Tổ kén uống máu của Joel như một đứa bé đang thèm sữa. Joel phát hiện được điều này nên đã cho máu của mình nhỏ giọt vào hai tổ kén. Kết quả là hai tổ kén này phát triển thành hai cô bé sơ sinh sinh đôi. Đó chính là Saya và Diva hai chị em vampire sinh đôi. Một đứa bé tên Saya được Joel nuôi nấng như con người, đứa bé còn lại bị đem làm thí nghiệm và bị đối xử như là súc vật.
- 1859: Sự công bố của Darwin.
- 1863: Saya ngưng phát triển tuổi, Joel bắt đầu chú ý đến dòng máu của Saya. Saya bắt đầu tò mò về sự xuất hiện của cô gái trên tòa tháp. Chính Saya đã đặt tên cho cô gái có giọng hát hay trên tòa tháp là Diva. Haji được giới thiệu với Saya và được nhận vào làm lúc 12 tuổi. Joel vẫn không ngừng thí nghiệm với Diva.
- 1883: Trang giấy trắng trên nhật ký của Joel. Saya muốn mời Diva hát vào buổi tiệc sinh nhật của Joel. Haji bị té ngã trên đỉnh dốc xuống do muốn giúp Saya hái hoa trên đỉnh dốc. Haji đã té xuống và đập đầu xuống đất mất khá nhiều máu. Vì muốn cứu Haji nên Saya đã cho Haji uống máu của mình. Từ đó Haji cũng ngưng phát triển tuổi tác giống Saya và trở thành hiệp sĩ bảo vệ Saya.
- Cuối thế kỉ XIX: Saya bắt đầu thời kì ngủ đông trong vòng 30 năm.
- Đầu thế kỉ XX: Saya và Diva thức tỉnh. Saya và Haji truy sát Diva (do Diva đã giết hết mọi người kể cả Joel trong buổi tiệc sinh nhật của Joel).
- 1914: Chiến tranh thế giới thứ nhất.
- 1917: Cách mạng ở Nga.
- 1918: Saya giết chết hiệp sĩ bảo vệ của Diva và bắt đầu thời kì ngủ đông lần thứ 2. Thầy thuốc Solomon được giới thiệu với Diva và trở thành hiệp sĩ của Diva.
- 1939: Chiến tranh thế giới thứ hai- Carl trở thành hiệp sĩ bảo vệ của Diva.
- 1945: James trở thành hiệp sĩ bảo vệ của Diva ở Berlin. Hành động theo mệnh lệnh của Amshel, Solomon giết Martin Bormann, một hiệp sĩ bảo vệ cấp cao. Chấm dứt chiến tranh thế giới lần thứ 2.
- 1959: Chiến tranh Việt Nam bùng nổ.
- 1972: Saya được giao cho Miyagusuku Geogre nuôi nấng khi cô chìm vào kì ngủ đông lần thứ 3.
- 1975: Chấm dứt chiến tranh Việt Nam.
- 1996: Geogre Miyagusuku nhận Kai và Riku làm con nuôi vì ba mẹ của Kai và Riku chết vì tai nạn giao thông.
- 2002: Joel đời 6 trở thành người lãnh đạo của nhóm Red Shield.
- 2004: Saya thức tỉnh mà không còn nhớ được một chút ký ức gì về quá khứ. Saya sống với gia đình Miyagusuku dưới sự kiểm soát của David để chắc rằng khi Saya nhớ lại quá khứ Saya sẽ đi theo đội Red Shield.
- 2005: Saya và Haji được nhận vào đội truy sát những con quái vật hút máu và Diva. Họ đã chiến đấu chống lại đội Red Shiled. Diva bắt đầu thức tỉnh.

## Nhân vật
Otonashi Saya, nhân vật trung tâm, là một cô gái tuổi teen có cuộc sống bình thường mặc dù cô được nhận nuôi và sống chung với bệnh mất trí nhớ tạm thời. Khi ký ức cô trở lại, cuộc sống của cô dường như bị đảo ngược. Cô được sinh vào năm 1833, bởi máu của Joel và có định mệnh buộc phải tiêu diệt các chiropterans khác và người em gái song sinh Diva. Giúp đỡ Saya trong nhiệm vụ của cô là Kai và Riku (hai anh em nuôi) và người hiệp sĩ luôn trung thành Haji. Cô cũng được hỗ trợ bởi David, người bảo vệ cô đến từ từ tổ chức hùng mạnh Red Shield.
Diva cũng được trợ giúp từ năm người hiệp sĩ hùng mạnh của riêng mình: Amshel, Solomon, Karl, James và Nathan. Họ cũng có các đồng minh là con người, đó là Tập đoàn Cinq Flèches, bao gồm cả Van Argiano là người giúp họ phát triển chất Delta 67 được sử dụng để tạo ra chiropteran.
Chống cả hai bên là Schiff, một nhóm chiropteran nhân tạo, được tạo ra bởi máu của Diva. Schiff tấn công cả hai nhóm, tin rằng máu của Saya, Diva hoặc một trong các hiệp sĩ của họ sẽ giúp cho họ chữa được căn bệnh gây tử vong và đau đớn mà họ gọi Thorn

### Chiropterans
Là các sinh vật giống dơi sống bằng cách hút máu người và thường có tốc độ phi thường, sức mạnh, và khả năng phục hồi nhanh. Chúng cũng có khả năng chuyển đổi các bộ phận cơ thể khác nhau để bay hoặc gia hạn chiều dài của chân tay. Chiropterans cấp độ cao hơn có khả năng giả dạng thành con người bình thường. Chúng cũng có khả năng chữa thương rất nhanh nên rất khó giết. Trong suốt loạt phim, chúng được thể hiện là vẫn còn sống sau khi bị bắn, rơi từ trên cao, bị chôn vùi dưới các tòa nhà, và các vụ nổ nhỏ . Chiropterans được tạo ra từ máu của một trong 2 nữ hoàng, với máu của nữ hoàng này là rất nguy hiểm với chiropteran tạo ra từ máu của nữ hoàng kia. Đưa máu của một nữ hoàng vào máu của chiropteran khác sẽ đem lại một phản ứng dây chuyền chết người, trong đó máu của chriopteran đông đặc ("kết tinh"). Chiropterans cũng chết khi bị chặt đầu và hoặc trong các vụ nổ lớn hơn.
Qua thử nghiệm của con người với máu của Diva, một chất gọi là "Delta 67" đã được tạo ra. Khi "Delta 67" được đưa vào trong máu của con người, họ thay đổi thành chiropterans. Chuyển đổi này được xúc tác bằng giọng hát của Diva. Như vậy tất cả Chiropterans đều được hình thành từ máu của Diva, họ có thể bị giết thông qua các cảm ứng của máu của Saya.

### Chiropterans nhân tạo
Hình thức cơ bản nhất của chiropteran được tạo ra là truyền thẳng chất Delta 67 vào con người. Những người này nhanh chóng mất trí thông minh của con người và trí nhớ của họ, biến thành một sinh vật giống như ngựa với cái đầu gorilla và chiếc răng nanh. Chiropteran giai đoạn 1 hành động hoàn toàn trên bản năng, săn và giết chết con người, và đôi khi cả động vật, để uống máu.
Thông qua các nỗ lực nghiên cứu, Tiến sĩ Boris và Amshel đã tạo ra Schiff, một dạng chiropteran nhân tạo cao cấp hơn, có trí thông minh và cảm xúc của con người . Họ được tích cực đào tạo để thí nghiệm. Sau khi thoát khỏi phòng thí nghiệm, họ tìm cách để thích ứng với cuộc sống bên ngoài . Không giống như tất cả các hình thức khác của chiropteran, Schiff rất nhạy cảm với ánh sáng mặt trời, và sẽ chết nếu trực tiếp tiếp xúc với quá lâu. Họ cũng bị một loại bệnh gọi là Thorn, trong đó máu của họ từ từ kết tinh và dẫn đến một cái chết đau đớn .
Sử dụng cấu trúc di truyền của Moses, lãnh đạo của Schiff, Cinq Flèches đã tạo ra một phiên bản cải tiến của Schiff gọi là Corpse Corps. Giống như Schiff, Corpse Corps có khả năng chiến đấu với vũ khí cận chiến nhưng được mô tả như là hoàn toàn vâng lời người sáng tạo, và không có cảm xúc như Schiff. Họ được tiếp thị cho nhiều tổ chức quốc quân sự với chức năng "huỷ diệt chiropteran".

### Chevaliers
Chevaliers là cấp độ cao nhất của chiropterans về sức mạnh và khả năng. Họ được tạo ra khi một con người uống máu của Nữ hoàng. Một mối liên hệ mạnh mẽ tồn tại giữa chevalier và Nữ hoàng đã tạo ra họ, thuyết phục các Chevaliers phục vụ và bảo vệ Nữ hoàng bằng mọi giá.
Chevaliers thậm chí có tốc độ, sức mạnh và độ bền lớn hơn chiropterans thông thường. Mặc dù vẫn giữ nguyên cơ thể và tuổi tác mà họ đã có được trước khi được biến đổi, Chevaliers vẫn có khả năng chuyển đổi các bộ phận cơ thể. Họ có thể chuyển đổi thành các hình thức độc đáo tương tự như chiropterans thông thường, hoặc là hoàn toàn hoặc hạn chế các bộ phận cơ thể cụ thể, và có thể chuyển đổi thành những người mà họ đã uống máu. Họ có khả năng ngay lập tức phục hồi bất cứ vết thương ít nguy hiểm, mặc dù những vết thương nghiêm trọng hơn sẽ tạm thời làm tăng nhu cầu uống máu của họ. Như chiropterans thông thường, Chevaliers có thể bị giết với máu của nữ hoàng đối nghịch, tuy nhiên, sự kết tinh sẽ diễn ra chậm hơn và họ có thể ngăn chặn cái chết bằng cách loại bỏ những phần cơ thể bị kết tinh. Chevalier cũng có thể bị giết khi bị chặt đầu hoặc cách đốt cháy toàn bộ cơ thể của họ .

### Nữ hoàng ("Queens")
Nữ hoàng, cũng được gọi là bản chính, là cấp độ cao nhất của chiropterans. Trong bất kỳ thế hệ nhất định, luôn có hai Nữ hoàng là hai chị em sinh đôi dược sinh ra từ một trong những Nữ hoàng cuối cùng dù cho đó là nỗ lực riêng của họ hoặc thử nghiệm của con người. Saya và Diva là 2 Nữ hoàng hiện tại của chiropterans. Họ được phát hiện bởi Joel Goldschmidt vào thế kỷ 19 trong bụng của một sinh vật bí ẩn đóng băng tại Iceland. Trong cuộc thử nghiệm của mình, ông ấy nuôi Saya như con gái, nhưng giữ Diva khóa đi trong một tháp và hầu như không có liên hệ với con người, hay thậm chí có một cái tên.
Mọi chiropterans khác được sinh ra trong máu của Nữ hoàng, hoặc thông qua các nỗ lực riêng của nữ hoàng hoặc thử nghiệm của con người. Không giống như tất cả các chiropterans khác, Nữ hoàng có diện mạo con người ở mọi thời điểm, mặc dù họ có thể sửa đổi đôi chút vẻ ngoài. Máu của họ cũng có thể tinh và phá hủy bất kỳ chiropteran của bất kỳ cấp độ nào đã được tạo ra bởi chị em của nữ hoàng .
Nữ hoàng chỉ có một vài năm tỉnh táo tại bất kỳ một thời điểm nhất định, giữa một thập kỷ ngủ đông trong một cái kén. Nữ hoàng đã tăng cường tốc độ, sức mạnh, và sự bền bỉ vượt quá những Chevaliers của họ và chiropterans khác. Một nữ hoàng sẽ hoàn toàn thức tỉnh sau khi uống máu chevaliers của họ. Họ cũng có thể có một số khả năng phi thường, mặc dù trong seri những khả năng của họ dường như bị giới hạn. Sức mạnh của những đặc điểm của một Nữ hoàng phụ thuộc vào việc họ thường xuyên uống máu con người. Như vậy, Diva, người tự do uống máu con người, có thể tự do sử dụng tất cả khả năng của mình, trong khi Saya, người tránh uống máu con người, thường chỉ có sức mạnh hơn người thường một chút.
Khi một Nữ hoàng mang thai thế hệ tiếp theo, máu của họ sẽ mất tính chất nguy hiểm của nó. Một Nữ hoàng chỉ có thể được mang thai bởi một chevalier tạo ra bởi chị em của họ, đảm bảo độ tinh khiết của loài này được duy trì.

## Sản xuất
Được sản xuất bởi Production I.G và Aniplex, đạo diễn bởi Fujisaku Jun'ichi, Blood+ được lấy cảm hứng từ phim anime năm 2000 là Blood: The Last Vampire, tuy nhiên, chỉ có một vài các yếu tố cơ bản từ bộ phim . Fujisaku đã tham gia làm cả hai bộ phim, trong đó ông có vai trò là giám đốc của Blood+ và viết kịch bản cho Blood: The Last Vampire 

## Truyền thông

### Anime
Anime được công chiếu tại Nhật Bản vào ngày 8 tháng 10 năm 2005 trên MBS/TBS với một tập phim mới phát sóng hàng tuần cho đến tập cuối cùng phát sóng ngày 23 tháng 9 năm 2006 , tổng cộng là 50 tập. Xê-ri được đạo diễn bởi Junichi Fujisaku và các thiết kế nhân vật gốc bởi Hashii Chizu. Mỗi mùa phim có nhạc mở đầu và kết thúc riêng biệt từ nhiều nghệ sĩ, với tập cuối cùng sử dụng nhạc kết thúc của mùa một. Xê-ri cũng đồng thời được phát sóng trên Animax, vệ tinh kênh tiếng Nhật của Sony, và mạng lưới của họ tại khu vực Đông Nam Á và Nam Á.
Thông qua bộ phận quốc tế của Sony, Blood + đã được cấp phép để phân phối tại nhiều khu vực . Bản phụ đề tiếng Anh của xê-ri, được phát sóng tại Hoa Kỳ qua kênh Cartoon Network Adult Swim  từ ngày 11 tháng 3 năm 2007 cho đến ngày 23 tháng 3 năm 2008 . Bản phụ đề tiếng Anh cũng được trình chiếu tại Úc trên Sci Fi Channel và ở Philippin tại Studio 23 .
Region 1 DVD đầu tiên được phát hành tại Bắc Mỹ vào ngày 4 tháng 3 năm 2008, với một bản phát hành đồng thời một khối lượng năm tập phim duy nhất và một bộ 25 tập Blood+ Part One . Sony tiếp tục phát hành các vol riêng trên một cơ sở thường xuyên cho đến nửa đầu tiên của xê-ri này đã được phát hành. Phần thứ hai được phát hành trong một bộ hộp thứ hai, Blood+ Part Two, ngày 20 tháng 10 năm 2009 . Tính đến tháng 3 năm 2010, 13 tập phim đầu tiên là có sẵn miễn phí trực tuyến tại Mỹ trên Crackle. Từ tháng 4 năm 2011, toàn bộ series đều có sẵn trên Hulu.

#### Nhạc nền
Ngoại trừ bài nhạc mở đầu và kết thúc, toàn bộ tâm điểm nhạc nền cho Blood+ là công việc của nhà sản xuất Hans Zimmer và nhà soạn nhạc Mark Mancina . Blood + là dự án anime đầu tiên mà Mancina làm việc, và sau đó ông đã nói rằng làm việc cho dự án đã biến ông thành một fan hâm mộ anime . Tất cả bài nhạc mở đầu và kết thúc đều được tạo ra tại Sony Music, sau khi nhóm sản xuất, đứng đầu là Omatsu Yutaka, trình bày khái niệm của dự án. Việc nhạc chủ đề mở và kết thúc được thực hiện bởi một loạt các nghệ sĩ, trong đó có Takahashi Hitomi, Hajime Chitose, Hyde, Nakashima Mika, Angela Aki, Uverworld, Jinn, và K (ca sĩ)|K). Trong một cuộc phỏng vấn với nhân viên của Production I.G, Omatsu lưu ý rằng ông cảm thấy Sony đã làm việc một cách tuyệt vời, tương tự như đội ngũ của Zimmer và Mancina .
Bốn đĩa nhạc CD, tất cả đều được sản xuất bởi Hans Zimmer, đã được phát hành tại Nhật Bản bởi Sony Music Japan thông qua nhãn Aniplex của họ. Haji Plays J.S. Bach (ハジ プレイズ J.S BACH) được phát hành vào ngày 2 tháng 2 năm 2006. Nó chứa 6 bài nhạc bao gồm các bài lựa chọn từ Johann Sebastian Bach's Cello Suite No. 5 in C minor (BWV 1011) và thực hiện bởi Furukawa Nobuo (古川展生 Furukawa Nobuo), nghệ sĩ vĩ cầm đang chơi ngay phía sau Hagi trong xê-ri. Ca khúc thứ bảy, và cuối cùng, là bản remix được thực hiện bởi Hanno Yoshihiro (半野喜弘 Yoshihiro Hanno). Các bài nhạc bao gồm một đĩa DVD với một tập phim đặc biệt nói về câu chuyện quá khứ của Hagi và một video âm nhạc do Furukawa chơi lần đầu tiên, "Prelude" (プレリュード) (プレリュード) .
Đĩa nhạc đầy đủ của xê-ri, Blood+ Original Soundtrack 1, đã được phát hành vào ngày 26 tháng 4 năm 2006. Nó bao gồm 14 bài nhạc cụ của nhạc nền sử dụng trong xê-ri và một giọng hát duy nhất trong CD này là bài "Diva", hát bởi Elin Carlson, là bài hát mà nhân vật Diva hát ở nhiều tập của xê-ri . Ngày 27 tháng 9 năm 2006, Blood+ Original Soundtrack 2 được phát hành với 18 bài nhạc của series , bao gồm cả các nhạc nền sử dụng trong bài nhạc sử thi của trận chiến cuối cùng giữa Diva của Saya .
Blood+ Complete Best, phát hành ngày 25 tháng 10 năm 2006, là một phiên bản giới hạn được biên dịch có chứa một đĩa CD, DVD, và một tập sách 80 trang bao gồm một tập tài liệu hướng dẫn đầy đủ và một số ghi chú cuối cùng từ các nhân viên sản xuất seri. CD bao gồm các phiên bản đầy đủ của tất cả tám bài nhạc mở đầu và kết thúc, cũng như hai bài nhạc cuối từ nhạc phim đầu tiên. DVD chứa video âm nhạc đối với từng chủ đề của các bài hát từ đĩa CD 
.
- Nhạc mở đầu:

1. "The Tears of the Blue Sky" (青空のナミダ Aozora no Namida) trình bày bởi Takahashi Hitomi
2. "Seasons’ Call" trình bày bởi Hyde
3. "Colors of the Heart" trình bày bởi Uverworld
4. "Raion" (雷音) trình bày bởi Jinn
- Nhạc kết thúc:

1. "The Things I Pass Down" (語り継ぐこと Kataritsugu Koto) trình bày bởi Hajime Chitose
2. "Cry No More" trình bày bởi Nakashima Mika
3. "This Love" trình bày bởi Angel Aki
4. "Brand New Map" trình bày bởi K

### Light novel
Có hai phiên bản light novel tiếng Nhật của Blood+, được viết bởi Ikehata Ryo với ảnh minh họa của Hashii Chizu, là 4 phần chính thức của tiểu thuyết thích ứng của anime, mở rộng các sự kiện trong 50 tập phim anime và đưa ra thêm nhiều chi tiết hơn về cuộc chiến chống lại chiropterans . Phần đầu tiên được phát hành tại Nhật Bản vào ngày 1 tháng 5 năm 2006 bởi Kadokawa Shoten. Các phần còn phát hành mỗi lần bốn tháng cho đến khi phần cuối cùng đã được phát hành vào ngày 1 Tháng 5 năm 2007 .
Phiên bản thứ hai, Blood+ Russian Rose, là một loạt truyện gồm hai phần bằng văn bản của Karino Minazuki và ảnh minh họa của Takagi Ryo. Nó được phát hành cùng một lúc với Blood+, với phần đầu tiên được phát hành vào ngày 1 tháng 5 năm 2006 và lần thứ hai ngày 1 tháng 9 năm 2006. Xê-ri, xuất bản dưới tiêu đề dành cho độc giả nữ Kadokawa theo định hướng của nhãn Beans Bunko, chi tiết về cuộc sống của Saya và Hagi vào đầu thế kỷ 20 và Cách mạng Nga .
Cả hai bộ tiểu thuyết đã được cấp giấy phép cho phát hành bằng tiếng Anh tại Bắc Mỹ bởi Dark Horse Comics. Dark Horse phát hành cuốn tiểu thuyết đầu tiên của bản dịch Blood + vào ngày 19 tháng 3 năm 2008 .

### Manga
Để dẫn đến anime của Blood+, ba xê-ri manga của Blood + đã được phát hành và xuất bản trong ba tạp chí manga khác nhau. Các tập tankōbon của cả ba đã được xuất bản bởi Kadokawa Shoten . Nó bao gồm các sự kiện giống như anime Blood +. Blood+: Adagio được viết bởi Suekane Kumiko. Nó là một xê-ri gồm hai phần được phát hành bởi Beans Ace Magazine nói về những kinh nghiệm của Saya và Hagi trong cuộc Cách mạng Nga. Seri thứ ba, Blood+: Kowloon Nights, phát hành tại Nhật Bản như Blood+ Yakōjōshi, là một loạt truyện tankōbon ngắn viết bởi Kisaragi Hirotaka. Nó được phát hành bởi vào tháng 9 bởi Asuka Ciel. Lấy bối cảnh tại Thượng Hải, manga kể về Hagi sau khi anh tìm thấy Saya và các biến chứng mà anh phải đối phó. Không giống như các chuyển thể manga khác của Blood+, cả hai đều là thể loại shōnen, Blood+ Yakōjōshi là một manga shōjo, dành cho dạng độc giả shōnen (hoặc Boy Love). Tất cả ba chuyển thể manga đã được cấp giấy phép cho phát hành bằng tiếng Anh tại Bắc Mỹ bởi Dark Horse Comics .

### Trò chơi điện tử
Hai video game Sony Playstation 2 đã được tạo ra dựa trên Blood +. Cả hai hiện đang có chỉ có ở Nhật Bản và chưa được cấp giấy phép cho phát hành tại bất kỳ quốc gia khác.

Blood+: One Night Kiss, do Namco Bandai và Grasshopper sản xuất, là một trò chơi hành động mạo hiểm đầu tiên được phát hành vào ngày 30 tháng 8 năm 2006.. Với phong cách bóng đồ họa theo phong cách tương tự như game Killer7. Trò chơi được làm theo chỉ dẫn của do CEO của Grasshopper, Suda Goichi. Lấy bối cảnh tại thị trấn hư cấu của Shikishi, người chơi dành phần lớn chơi để điều khiển Saya, đôi khi chuyển đổi sang Aoyama, một nhân vật được tạo riêng cho trò chơi .
Blood+: Sōyoku no Battle Rondo (BLOOD+ 〜双翼のバトル輪舞曲(ロンド)〜), do Sony Entertainment sản xuất, là một trò chơi phiêu lưu mạo hiểm được phát hành vào ngày 27 tháng 7 năm 2006 . Lấy bối cảnh giữa tập 32 và 33, sau khi Riku chết, trò chơi chomột "Active Demo" nơi mà người chơi có thể đưa ra quyết định thay đổi nội dung câu chuyện và cảnh hành động đầy đủ, nơi người chơi, phải điều khiển Saya, chiến đấu bằng thanh kiếm của cô để thu thập các tinh thể chiropteran .

Ngoài hai trò chơi trên máy PS2, Sony Entertainment phát hành game dành cho hệ máy PSP là Blood+: Final Piece (BLOOD+ 〜ファイナルピース〜) vào ngày 7 tháng 9 năm 2006. Nó là một game phiêu lưu, sử dụng trình tự từ bộ truyện cũng như các cảnh mới tạo ra cho trò chơi . Trò chơi lấy bối cảnh trong mùa đầu tiên của xê-ri, và các tính năng một câu chuyện nguyên bản, trong đó Saya, với sự tham gia của ba người bạn cùng trường, điều tra sự biến mất của cha cô.

### Từ điển bách khoa dành cho fan hâm mộ
Trong tháng 9 năm 2006, Newtype Magazine phát hành BLOOD + Encyclopedia, một cuốn từ điển dành cho fan hâm mộ Blood+ bao gồm các cuộc phỏng vấn với nhân viên, diễn viên và thông tin trên các phương tiện thông tin liên quan như manga, tiểu thuyết, trò chơi điện tử .

## Đánh giá
Tháng 12 năm 2005, Blood + là một trong một số anime được chọn là một "recommended as an excellent work" tại Media Arts Festival lần thứ 9 hàng năm tại Nhật Bản . Seri được xếp thứ 41 trên danh sách 100 anime được yêu thích nhất năm 2006 do TV Asahi đánh giá .